# Ebes
Ebes – miejscowość i gmina na Węgrzech, w której mieszka ok. 4,4 tys. ludzi.

## Położenie
Miejscowość położona jest w północno-wschodniej części Wielkiej Niziny Węgierskiej, w odległości około 200 km na wschód od Budapesztu oraz 10 km na wschód od Hajdúszoboszló i 10 km na południowy zachód od Debreczyna. Ebes leży w Kraju Hajduków, na południowy wschód od puszty Hortobágy.

## Współpraca
Miejscowość partnerska:
- Meilen, Zurych